# World Music Award 1999
I World Music Award 1999 (11ª edizione) si sono tenuti nel Principato di Monaco il 5 maggio 1999.

## Premiati

### Premi 1999
- Best Selling Pop Female Artist - Céline Dion
- Best Selling Pop Male Artist - Will Smith
- Best Selling Latin Artist - Ricky Martin

### Premi speciali
- Outstanding Contribution to the Music - Cher
- Outstanding Contribution to the Music - Janet Jackson

### Premi regionali
- Best Selling Benelux Recording Artist - Lara Fabian
- Best Selling British Recording Female Artist - Des'ree
- Best Selling Canadian Recording Group - Barenaked Ladies
- Best Selling French Recording Artist - Cast di Notre-Dame de Paris
- Best Selling German Recording Group - Modern Talking
- Best Selling Irish Recording Group - The Corrs
- Best Selling Italian Recording Group - 883
- Best Selling Turkish Recording Artist - Tarkan
- Best Selling Middle Eastern Artist - Amr Diab